# 3853 Haas
3853 Haas је астероид главног астероидног појаса чија средња удаљеност од Сунца износи 2,808 астрономских јединица (АЈ).
Апсолутна магнитуда астероида је 12,7.